# Фёльдеак, Еан
Еан Фёльдеак (нем. Jean Földeak, при рождении Янош Фёльдеак (венг. János Földeák); 9 июня 1903, Хитиш, Тимишоара, Австро-Венгрия — 5 мая 1993, Мюнхен, Бавария, Германия) — немецкий борец греко-римского и вольного стилей, серебряный призёр Олимпийских игр, призёр чемпионата Европы, двукратный чемпион Германии (1929, 1930) по греко-римской борьбе, трёхкратный чемпион Европы, двукратный чемпион Германии (1934, 1935) по вольной борьбе.

## Биография
Родился в селе Хитиш неподалёку от Тимишоары (ныне на территории Румынии). Он обучился на механика и в 1924 году попытался эмигрировать в США, но не получил визы. Оставшись в Гамбурге, в 1927 году он получил гражданство Германии.
В том же году он стал серебряным призёром чемпионата Германии по борьбе, в следующем году повторил успех. В 1929 и 1930 годах становился чемпионом Германии, а в 1931 и 1932 годах оставался бронзовым призёром. В 1930 году стал бронзовым призёром чемпионата Европы, в 1931 году стал чемпионом Европы, но по вольной борьбе.
На Летних Олимпийских играх 1932 года в Лос-Анджелесе боролся как по греко-римской борьбе, так и по вольной борьбе. По регламенту турнира борец получал в схватках штрафные баллы. Набравший 5 штрафных баллов спортсмен выбывал из турнира.
В греко-римской борьбе выступал в весовой категории до 79 килограммов (средний вес), борьбу за титул вели всего 4 борца. Фёльдек, по разу победив и проиграв, завоевал серебряную медаль Игр.
| Выступление на Олимпийских играх 1932 года (GR) | Выступление на Олимпийских играх 1932 года (GR) | Выступление на Олимпийских играх 1932 года (GR) | Выступление на Олимпийских играх 1932 года (GR) | Выступление на Олимпийских играх 1932 года (GR) | Выступление на Олимпийских играх 1932 года (GR) | Выступление на Олимпийских играх 1932 года (GR) |
| Круг                                            | Соперник                                        | Страна                                          | Результат                                       | Баллы                                           | Всего баллов                                    | Время схватки                                   |
| ----------------------------------------------- | ----------------------------------------------- | ----------------------------------------------- | ----------------------------------------------- | ----------------------------------------------- | ----------------------------------------------- | ----------------------------------------------- |
| 1                                               | Аксель Кадье                                    | Швеция                                          | Победа По очкам                                 | -1                                              | -1                                              |                                                 |
| 2                                               | Вяйнё Коккинен                                  | Финляндия                                       | Поражение По очкам                              | -3                                              | -4                                              |                                                 |

В вольной борьбе выступал в весовой категории до 72 килограммов (полусредний вес), борьбу за титул 9 борцов. Фёльдеак, выиграв две и проиграв одну встречу, набрал 5 штрафных баллов и выбыл из соревнований.
| Выступление на Олимпийских играх 1932 года (LL) | Выступление на Олимпийских играх 1932 года (LL) | Выступление на Олимпийских играх 1932 года (LL) | Выступление на Олимпийских играх 1932 года (LL) | Выступление на Олимпийских играх 1932 года (LL) | Выступление на Олимпийских играх 1932 года (LL) | Выступление на Олимпийских играх 1932 года (LL) |
| Круг                                            | Соперник                                        | Страна                                          | Результат                                       | Баллы                                           | Всего баллов                                    | Время схватки                                   |
| ----------------------------------------------- | ----------------------------------------------- | ----------------------------------------------- | ----------------------------------------------- | ----------------------------------------------- | ----------------------------------------------- | ----------------------------------------------- |
| 1                                               | Бёрг Йенсен                                     | Дания                                           | Победа По очкам                                 | -1                                              | -1                                              |                                                 |
| 2                                               | Людвиг Линдблом                                 | Швеция                                          | Победа По очкам                                 | -1                                              | -2                                              |                                                 |
| 3                                               |                                                 |                                                 |                                                 |                                                 |                                                 |                                                 |
| 4                                               | Данни МакДональд                                | Канада                                          | Поражение По очкам                              | -3                                              | -5                                              |                                                 |

В 1933 году завоевал звание вице-чемпиона Европы по греко-римской борьбе и стал чемпионом Европы по вольной борьбе. В 1934 году стал трёхкратным чемпионом Европы по вольной борьбе, а также завоевал звание чемпиона Германии в этом виде спорта. В 1935 году подтвердил звание сильнейшего в Германии по вольной борьбе, и оставил большой спорт, перейдя на тренерскую работу и став главным тренером сборной Германии. В 1936 году начал тренировать сборную Польши. В 1949—1966 годах был федеральным тренером в Германии.

В 1946 году Ян Фёльдек организовал компанию J. Foeldeak GmbH по производству матов и спортивного инвентаря, которая продолжает выпуск продукции под торговой маркой Foeldeak® на сегодняшний день, и является одной из лидирующих компаний в мире в этом направлении. Так, в частности соревнования по борьбе в ходе олимпийских игр 2004 года проводились на коврах именно этой компании.
Ян Фёльдек умер в 1993 году.